# 크라우드스트라이크
크라우드스트라이크 홀딩스(CrowdStrike Holdings, Inc.)는 미국 텍사스주 오스틴에 본사를 둔 미국의 사이버 보안 기술 회사이다. 2011년 설립된 이래 클라우드 워크로드 보호 및 엔드포인트 보안, 위협 인텔리전스, 사이버 공격 대응 서비스를 제공한다.
이 기업은 2014년 소니 픽처스 해킹, 2015~16년 DNC(민주당 전국위원회)에 대한 사이버 공격, 2016년 DNC와 관련된 이메일 유출 등 여러 세간의 이목을 끄는 사이버 공격에 대한 조사에 참여해 왔다. 2024년 7월, 보안 소프트웨어의 잘못된 업데이트로 인해 전 세계 컴퓨터가 중단되어 항공 여행, 은행, 방송 및 기타 서비스가 중단되었다.

## 역사

### 설립: 2011-2019년
크라우드스트라이크는 조지 커츠(CEO), 드미트리 알페로비치(전 CTO) 및 그렉 마스턴(CFO, 은퇴)이 2011년에 공동 창립했다. 다음 해에는 전직 FBI(연방수사국) 직원인 숀 헨리를 고용하여 보안 및 대응 서비스를 제공하는 자회사 크라우드스트라이크 서비스를 이끌었다. 회사는 2013년 6월에 엔드포인트 보호, 위협 인텔리전스 및 속성을 제공하는 첫 번째 제품인 크라우드스트라이크 팰컨(Falcon)을 출시했다.
2014년 5월 크라우드스트라이크의 보고서는 미국 법무부가 미국 기업에 대한 경제 사이버 스파이 혐의로 5명의 중국군 해커를 기소하는 데 도움이 되었다. 크라우드스트라이크는 또한 주로 에너지 부문에서 전 세계 목표를 대상으로 정보 작전을 수행하는 러시아 연방 보안국과 연결된 그룹인 에너제틱 베어(Energetic Bear)의 활동을 밝혀냈다.
소니 픽처스 해킹 이후 크라우드스트라이크는 북한 정부와 관련된 증거를 발견하고 공격이 어떻게 수행되었는지 보여주었다. 2014년에 크라우드스트라이크는 PLA 부대 61486으로도 알려진 중국 해커 그룹인 푸터 판다(Putter Panda)의 구성원을 식별하는 데 도움을 주었다.
2015년 5월, 이 기업은 공격자가 민감한 개인 정보에 접근할 수 있도록 허용하는 QEMU(Quick Emulator)라는 오픈 소스 하이퍼바이저의 심각한 결함인 VENOM에 대한 정보를 공개했다. 2015년 10월 크라우드스트라이크는 버락 오바마 미국 대통령과 시진핑 중국 국가주석이 서로에 대한 경제 스파이 행위를 하지 않기로 공개적으로 합의한 시기에 기술 및 제약 회사를 공격하는 중국 해커를 식별했다고 발표했다. 해킹 혐의는 해당 계약을 위반하는 사항이다.
구글은 2015년 7월 회사의 시리즈 C 펀딩 라운드에 투자했고, 이어 시리즈 D와 시리즈 E까지 투자해 2019년 5월 기준 총 4억 8천만 달러를 모금했다.
2017년에 이 기업은 10억 달러 이상의 가치 평가와 1억 달러의 연간 매출을 달성했다. 2018년 6월 회사는 회사 가치가 30억 달러 이상이라고 밝혔다. 투자자로는 텔스트라, 마치 캐피널 파트너스, 랙스페이스, 액셀 파트너, 워버그 핀커스가 있다.
2019년 6월 회사는 나스닥에 기업공개(IPO)를 했다.

### 인수: 2020-2024년
2020년 9월 크라우드스트라이크는 제로 트러스트 및 조건부 액세스 기술 제공업체인 프리엠트 시큐리티(Preempt Security)를 9,600만 달러에 인수했다. 2021년 2월에 이 기업은 후미오(Humio)의 로그 집계 기술을 크라우드스트라이크의 XDR 제품에 통합할 계획으로 덴마크 로그 관리 플랫폼 후미오를 4억 달러에 인수했다. 그해 11월 말, 크라우드스트라이크는 데이터를 포함하도록 제로 트러스트 엔드포인트 보안을 확장하는 SaaS 기반 사이버 보안 서비스인 시큐어서클(SecureCircle)을 인수했다. 2021년 12월, 이 기업은 본사 위치를 캘리포니아주 서니베일에서 텍사스주 오스틴으로 이전했다. 2023년 크라우드스트라이크는 Cribl.io와 협력하여 크라우드스트림(CrowdStream) 서비스를 출시했다. 크라우드스트라이크는 또한 미국 정부와 협력하고 정부 기관에 서비스를 판매하는 데 중점을 두었다. 크라우드스트라이크는 2024년 6월 S&P 500 지수에 합류했다. 2023년 크라우드스트라이크는 이스라엘 사이버 보안 스타트업 Bionic.ai를 인수했다. 2024년 크라우드스트라이크는 이스라엘 스타트업 플로 시큐리티(Flow Security)를 인수했다.

## 2024년 사고

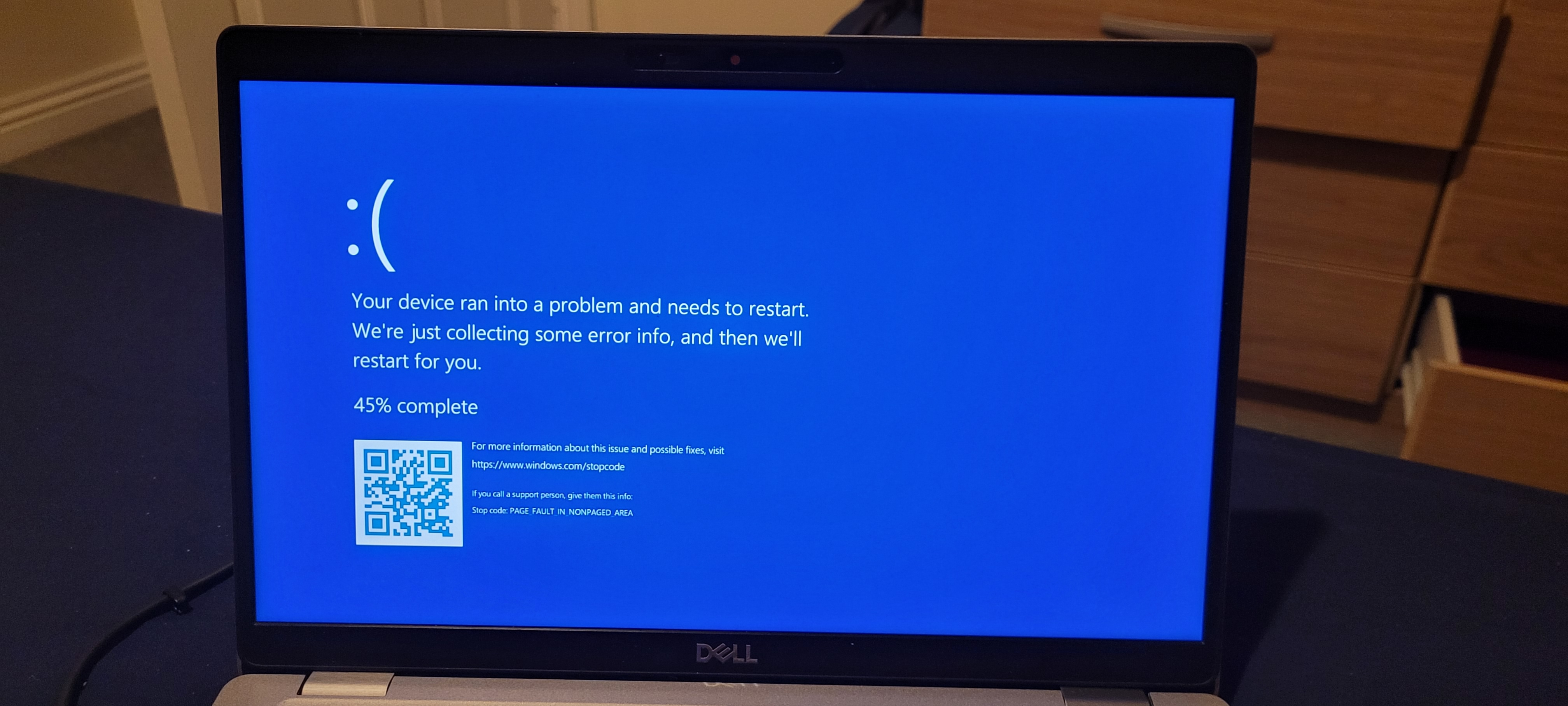
노트북에 표시된 블루스크린

2024년 7월 19일 크라우드스트라이크는 취약성 스캐너 팰컨 센서(Falcon Sensor)에 대한 소프트웨어 업데이트를 출시했다. 업데이트의 결함으로 인해 마이크로소프트 윈도우 컴퓨터에서 블루 스크린이 발생하여 전 세계 수백만 대의 윈도우 컴퓨터가 중단되었다. 영향을 받은 시스템은 강제로 부트 루프에 들어가 사용할 수 없게 되었다. 이는 널 바이트만 포함하는 윈도우 커널에 설치된 잘못된 드라이버인 채널 파일 291(Channel File 291)로 인해 발생했다. 크라우드스트라이크의 사후 분석에서 널 바이트로 인해 기계 충돌이 발생하는 것이 아니라 파일과 관련된 다른 논리 오류가 발생하는 것으로 확인되었다. 다운타임으로 인해 전 세계적으로 광범위한 영향이 발생하여 상업용 항공기 운항이 중단되고 일시적으로 스카이 뉴스 및 기타 방송사를 이용할 수 없게 되었다. 오프라인, 은행 및 의료 서비스는 물론 911 응급 전화 센터를 방해한다. 2024년 7월 19일 크라우드스트라이크 주식은 -11.10% 감소한 $304.96 -38.09의 가격으로 거래를 마감했다.
크라우드스트라이크는 업데이트를 수정했지만 팰컨이 로드되어 장치가 다시 충돌하기 전에 부트 루프에 걸린 컴퓨터는 인터넷에 연결하여 패치를 다운로드할 수 없다. 크라우드스트라이크에서 권장하는 해결책은 안전 모드 또는 윈도우 복구 모드로 부팅하고 채널 파일 291을 수동으로 삭제하는 것이다. 이를 위해서는 로컬 관리자 액세스가 필요하며 장치가 비트로커로 암호화된 경우 복구 키도 필요하다. 마이크로소프트는 일부 고객이 문제를 해결하기 위해 영향을 받은 장치를 최대 15번까지 재부팅할 수 있었다고 보고했다.